# Antoni Jasiński

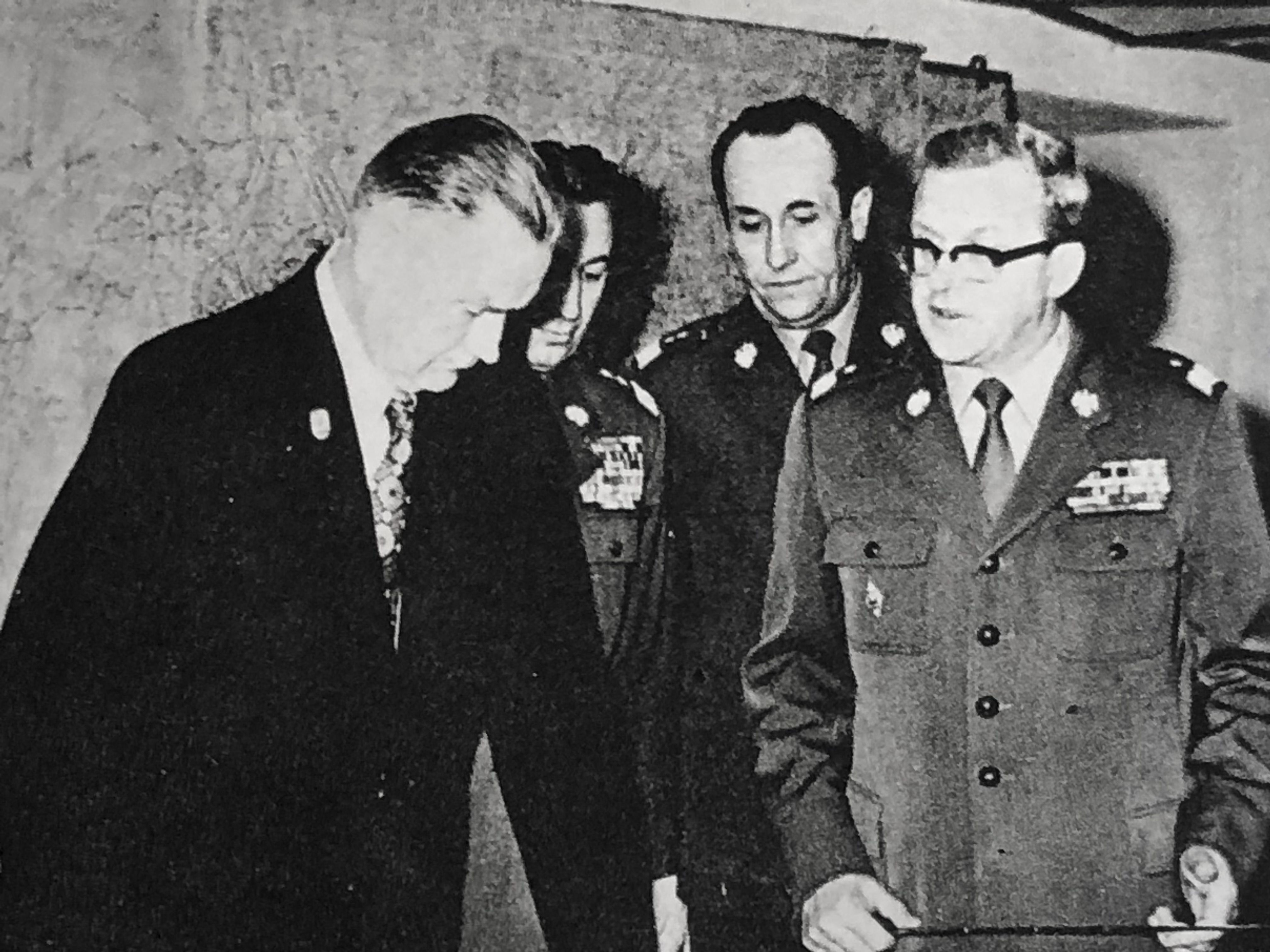
Premier Piotr Jaroszewicz w Dowództwie Śląskiego Okręgu Wojskowego, z prawej szef sztabu okręgu gen. bryg. dr Antoni Jasiński, 1973

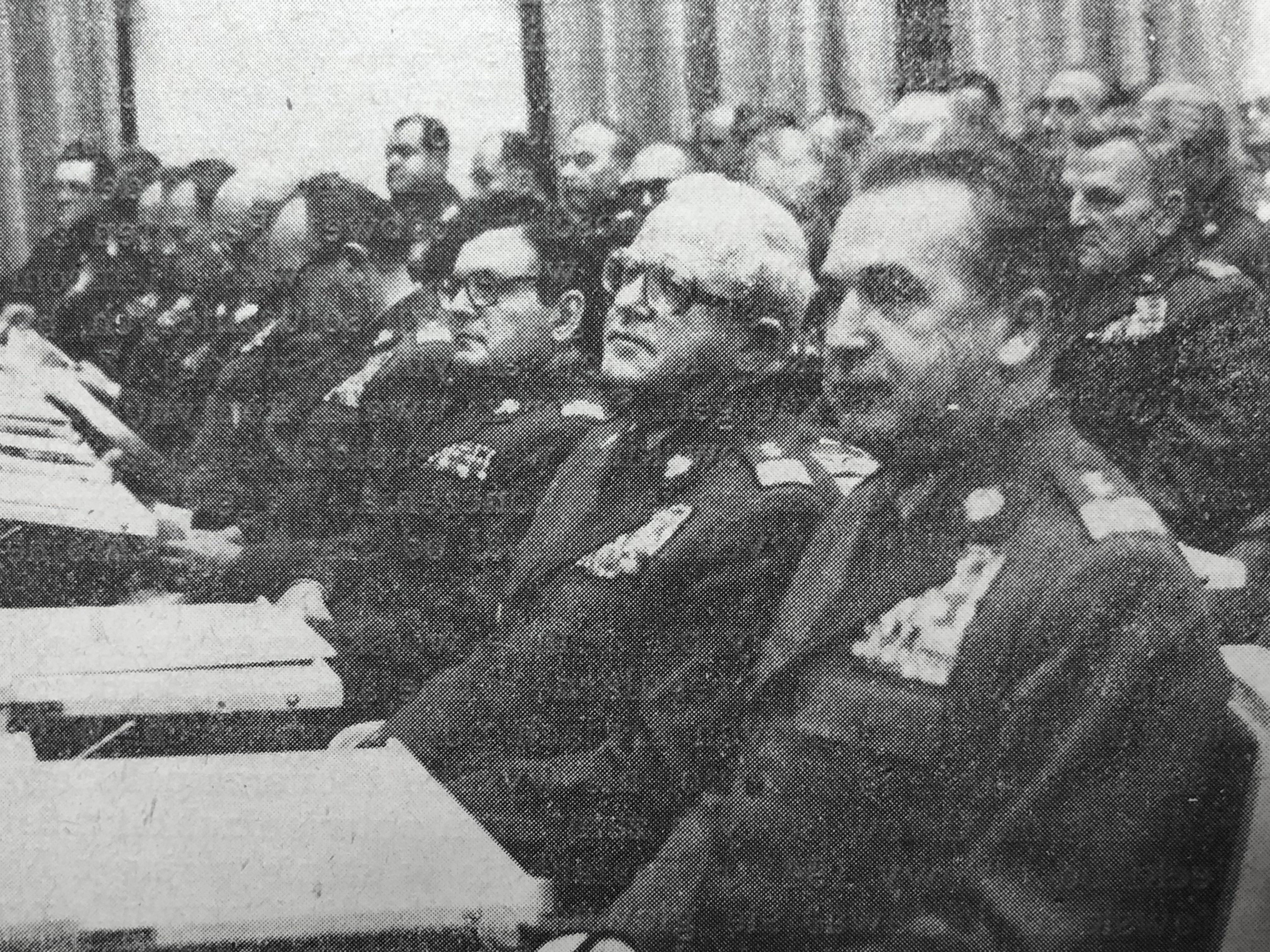
Konferencja naukowa z okazji 40-lecia LWP, październik 1983, od prawej: gen. Tadeusz Szaciłło, gen. Antoni Jasiński, gen. Mieczysław Bień

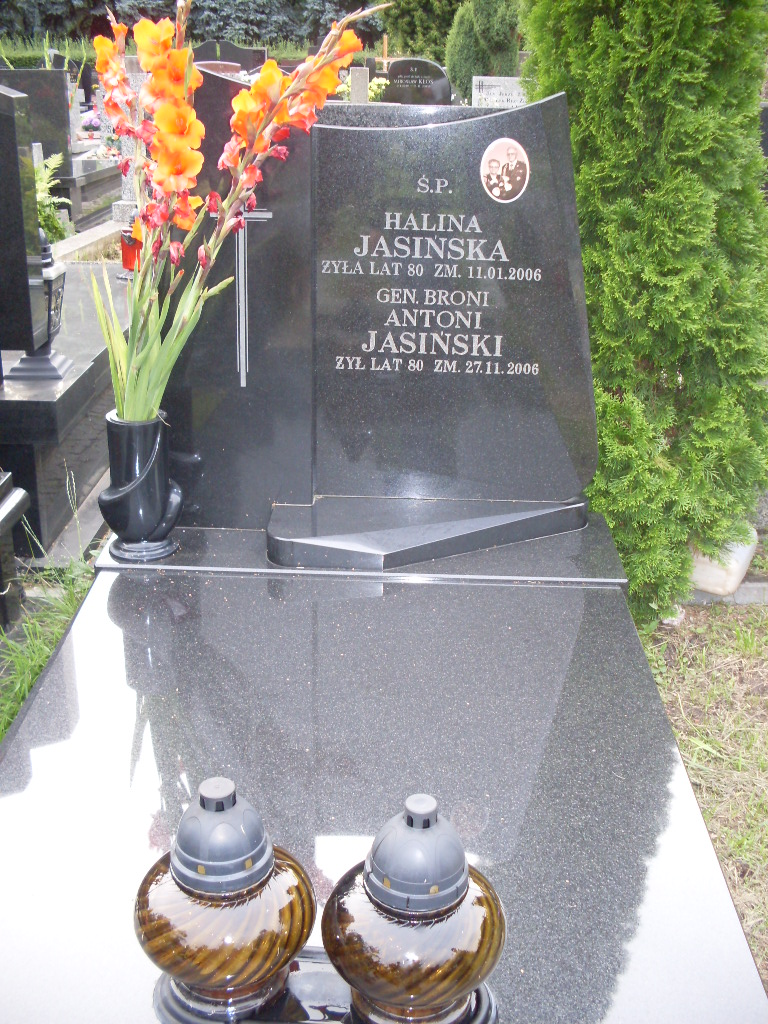
Grób gen. broni Antoniego Jasińskiego i jego żony Haliny na Cmentarzu Wojskowym na Powązkach

Antoni Jasiński (ur. 2 grudnia 1927 w Wilnie, zm. 27 listopada 2006 w Warszawie) – generał broni Wojska Polskiego, doktor nauk wojskowych, I zastępca szefa Sztabu Generalnego Wojska Polskiego (1981–1984), wiceminister obrony narodowej (1984–1990), zastępca naczelnego dowódcy Zjednoczonych Sił Zbrojnych państw-stron Układu Warszawskiego (1984–1990), poseł na Sejm PRL IX kadencji (1985–1989).

## Służba wojskowa
Syn Antoniego. W styczniu 1945 wstąpił ochotniczo do 4 Zapasowego Pułku Piechoty w Białymstoku i w tym samym roku ukończył Oficerską Szkołę Piechoty nr 2 w Lublinie, promowany na stopień podporucznika w korpusie oficerów piechoty przez gen. dyw. Bronisława Półturzyckiego. Został dowódcą plutonu w 6 Zapasowym Pułku Piechoty w Chełmnie, a później starszym pomocnikiem kierownika sekcji mobilizacyjnej w sztabie Dowództwa Okręgu Wojskowego nr II. W latach 1946–1947 komendant szkoły podoficerskiej 39 Pułku Piechoty w Kamieniu Pomorskim. Po kursie oficerów sztabu pułku w Centrum Wyszkolenia Piechoty w Rembertowie w 1948 został oficerem taktyczno-wyszkoleniowym 51 Pułku Piechoty w Starogardzie Gdańskim. Następnie szef sztabu 55 Pułku Piechoty w Braniewie w stopniu kapitana. W okresie 1949–1952 ukończył z wyróżnieniem Akademię Sztabu Generalnego WP w Rembertowie. W 1957 uzyskał stopień doktora nauk wojskowych. W latach 1953–1958 był redaktorem naczelnym miesięcznika „Myśl Wojskowa”. W tym okresie napisał wiele publikacji i opracowań wojskowo-historycznych z dziedziny sztuki wojennej, poświęconych m.in. walkom polskich żołnierzy podczas II wojny światowej na przyczółku warecko-magnuszewskim w 1944 i na Wale Pomorskim w 1945. W następnych latach był szefem Gabinetu Ministra Obrony Narodowej Mariana Spychalskiego (1958–1965) oraz szefem Zarządu VI Organizacyjnego w Sztabie Generalnym WP (1965–1967). W latach 1967–1974 oraz 1975–1981 był zastępcą szefa Sztabu Generalnego WP do spraw organizacyjno-mobilizacyjnych, a w latach 1974–1975 – zastępcą dowódcy – szefem sztabu Śląskiego Okręgu Wojskowego. W okresie 1981–1984 był I zastępcą Szefa Sztabu Generalnego WP. Brał udział w przygotowaniach do wprowadzenia w Polsce stanu wojennego w grudniu 1981. W 1984 zastąpił generała broni Józefa Urbanowicza na stanowisku wiceministra obrony narodowej – Zastępcy Ministra do spraw Ogólnych (ministrem obrony narodowej był wówczas gen. armii Florian Siwicki). W latach 1984–1990 był także polskim zastępcą naczelnego dowódcy Zjednoczonych Sił Zbrojnych państw-stron Układu Warszawskiego. Był również przewodniczącym Komisji Głównej MON ds. Inicjatyw i Nowatorstwa. 1 października 1990 odwołany ze stanowiska wiceministra obrony narodowej, następnie przebywał w dyspozycji MON, a 3 lipca 1991 został w wieku 63 lat przeniesiony w stan spoczynku.

## Działalność polityczna i społeczna
Członek PPR od 1947, a następnie od 1948 członek PZPR. W latach 1985–1989 poseł na Sejm PRL IX kadencji z okręgu wyborczego Wrocław–Śródmieście. Wchodził w skład Sejmowej Komisji Obrony Narodowej. Był także wieloletnim przewodniczącym Towarzystwa Przyjaźni Polsko-Kubańskiej.
Po zakończeniu zawodowej służby wojskowej był od 1992 aktywnym działaczem Związku Byłych Żołnierzy Zawodowych i Oficerów Rezerwy WP, członkiem Prezydium Zarządu Głównego tej organizacji, przewodniczącym Zespołu Specjalistów ds. Problematyki Obronnej oraz prezesem Rady Fundacji Pomocy Emerytom i Rencistom Wojskowym.
Autor licznych publikacji i przekładów z dziedziny wojskowo-historycznej oraz sztuki wojennej. 
W jego pogrzebie na Cmentarzu Wojskowym na Powązkach w Warszawie w dniu 5 grudnia 2006 (kwatera FII-2-7) uczestniczył m.in. były minister obrony narodowej gen. armii w stanie spoczynku Florian Siwicki, który wygłosił przemówienie pożegnalne w imieniu dawnych współtowarzyszy służby, oraz honorowy prezes Związku Byłych Żołnierzy Zawodowych płk Zenon Biesaga, który przemawiał w imieniu Związku.

## Awanse
W trakcie wieloletniej służby w ludowym Wojsku Polskim otrzymywał awanse na kolejne stopnie wojskowe:
- podporucznik – 1945
- porucznik – brak danych
- kapitan – 1948
- major – 1952
- podpułkownik – 1957
- pułkownik – 1958
- generał brygady – 1966
- generał dywizji – 1974
- generał broni – 1984

## Życie prywatne
Mieszkał w Warszawie. Żonaty z Haliną z domu Roszczewską (1926–2006). Miał troje dzieci.

## Odznaczenia, nagrody i wyróżnienia (lista niepełna)
- Krzyż Komandorski z Gwiazdą Orderu Odrodzenia Polski (1988)
- Krzyż Komandorski Orderu Odrodzenia Polski (1973)[4]
- Krzyż Oficerski Orderu Odrodzenia Polski
- Order Sztandaru Pracy I klasy
- Order Sztandaru Pracy II klasy
- Medal Zwycięstwa i Wolności 1945
- Medal 10-lecia Polski Ludowej
- Medal 30-lecia Polski Ludowej
- Medal 40-lecia Polski Ludowej
- Medal za Długoletnie Pożycie Małżeńskie (1997)[5]
- Złoty Medal „Siły Zbrojne w Służbie Ojczyzny”
- Srebrny Medal „Siły Zbrojne w Służbie Ojczyzny”
- Brązowy Medal „Siły Zbrojne w Służbie Ojczyzny”
- Złoty Medal „Za zasługi dla obronności kraju”
- Srebrny Medal „Za zasługi dla obronności kraju”
- Brązowy Medal „Za zasługi dla obronności kraju”
- Medal „Za udział w walkach o Berlin” (1970)
- Złota Odznaka „Za Zasługi dla Obrony Cywilnej”
- Złoty Medal „Za Zasługi dla Ligi Obrony Kraju”
- Srebrna Odznaka „Za zasługi w obronie granic PRL”
- Złoty Medal „Za Zasługi w Umacnianiu Przyjaźni PRL-ZSRR” (TPPR, 1987)[6]
- Medal Sztabu Generalnego WP „Amor Patriae Suprema Lex” (1977)[7]
- Medal „Za umacnianie braterstwa broni” (Bułgaria)
- Order Czerwonego Sztandaru (1971, Czechosłowacja)[8]
- Medal „Za umacnianie przyjaźni Sił Zbrojnych” I stopnia (Czechosłowacja)
- Medal „40 lat Wyzwolenia Czechosłowacji przez Armię Radziecką” (Czechosłowacja)
- Medal „Braterstwa Broni” (Kuba)
- Medal „30-lecia Rewolucyjnych Sił Zbrojnych Kuby” (1987, Kuba)[9]
- Złoty Order Zasługi dla Ojczyzny (1984, Niemcy Wschodnie)
- Medal jubileuszowy „30 lat Narodowej Armii Ludowej” (1986, Niemcy Wschodnie)[10]
- Złoty Medal Braterstwa Broni (Węgry)
- Order Zasługi Wojskowej I klasy (1985, Wietnam)[11]
- Order Przyjaźni Narodów (Związek Radziecki)
- Medal „Za umacnianie braterstwa broni” (Związek Radziecki)
- Medal jubileuszowy „Czterdziestolecia zwycięstwa w Wielkiej Wojnie Ojczyźnianej 1941–1945” (Związek Radziecki)
- Medal jubileuszowy „60 lat Sił Zbrojnych ZSRR” (Związek Radziecki)
- Medal jubileuszowy „70 lat Sił Zbrojnych ZSRR” (Związek Radziecki)
- Odznaka Honorowa „Za Zasługi dla Związku Byłych Żołnierzy Zawodowych i Oficerów Rezerwy Wojska Polskiego”
- Nagroda Ministerstwa Obrony Narodowej III stopnia za publikację Przełamanie Wału Pomorskiego (1958)
- Nagroda zespołowa Ministerstwa Obrony Narodowej II stopnia w dziedzinie sztuki operacyjnej, za kompleksowe opracowanie systemu gotowości bojowej Sił Zbrojnych PRL (1973)
- Nagroda miasta Wrocławia (1989)
- Wpis do „Księgi honorowej Zasłużonych dla Związku Byłych Żołnierzy Zawodowych i Oficerów Rezerwy Wojska Polskiego”
- inne medale i odznaczenia jubileuszowe i pamiątkowe państw socjalistycznych, organizacyjne i regionalne